# Ivan Pavlov
Ivan Petrovitj Pavlov (russisk: Ива́н Петро́вич Па́влов, tr. Iván Petróvitj Pávlov; født 14. september 1849 i Rjasan, Det Russiske Kejserrige, død 27. februar 1936 i Leningrad, Sovjetunionen) var en russisk videnskabsmand og psykolog, der omkring år 1900 begyndte at studere den menneskelige refleks.
Pavlov var uddannet ved det militær-medicinske akademi i Sankt Petersborg. Derefter var han på en toårig studierejse til Tyskland og Frankrig. I 1890 blev han udnævnt til professor i farmakologi og fra 1897 også i fysiologi ved det militær-akademiske akademi. Fra 1891 var han samtidig leder af den fysiologiske afdeling ved instituttet for eksperimentel medicin.
Det lykkedes Pavlov, vha. en banebrydende operationsteknik, at analysere fordøjelseskirtlernes fysiologi. For dette arbejde fik han Nobelprisen i medicin i 1904.
Pavlov studerede de højere hjerneafsnits funktioner, hvilket førte ham ind på psykologi og psykiatri, da den betingede refleks bidrager til at forklare fænomener som søvn, temperament, tvangsneuroser, paranoia og mere.
På denne måde kombinerede han sin viden inden for de forskellige grene af naturvidenskaben. Han er ikke decideret en adfærdspsykolog, men han medtages fordi, han havde stor betydning for behaviorismen.
Den britiske filosof Bertrand Russell var en entusiastisk fortaler for vigtigheden af Pavlovs arbejde med bevidsthedsfilosofi.

## Klassisk betingning
I korte træk er hans teori følgende: alle organismer har et handleberedskab, der igennem påvirkning og eller stimuli vil udløse ganske bestemte reaktioner, dvs. en adfærd. Igennem erfaringer udbygger man sit reaktionsmønster, f.eks. ved signaler fra andre dyr ved fare.
Igennem højere nervevirksomhed reagerer organismen, som han kalder for klassisk betinget.
Kendte forsøg er bl.a. fodringen af hunde. Hunden savler, (respons) når den får mad (stimuli). S fører til R.
Ved at lade en klokke ringe hver gang, den får serveret mad, lærer hunden, at der kommer mad, når klokken ringer og begynder at producere spyt uden at den kan lugte eller se maden. Enhver stimulus kan knyttes til en oprindelig stimulus og således medføre en betinget reaktion. Grundlaget for denne betingede reaktion er altid oprindeligt en ubetinget reaktion, dvs. en medført refleks til hvilken man efterhånden udvikler en række signalsystemer.
Lader man klokken ringe et par gange, uden at der bliver serveret mad, stopper hunden med at producere spyt – hvilket kaldes for udslukning.